# Вірт (округ, Західна Вірджинія)
Шаблон:StateAbbr_ 39°01′ пн. ш. 81°23′ зх. д. / 39.02° пн. ш. 81.38° зх. д.
Округ Вірт (англ. Wirt County) — округ (графство) у штаті Західна Вірджинія, США. Ідентифікатор округу 54105.

## Історія
Округ утворений 1848 року.

## Демографія
За даними перепису 2000 року загальне населення округу становило 5873 осіб, усе сільське. Серед мешканців округу чоловіків було 2939, а жінок — 2934. В окрузі було 2284 домогосподарства, 1700 родин, які мешкали в 3266 будинках. Середній розмір родини становив 2,97.
Віковий розподіл населення поданий у таблиці:
| Стать    | До 15 років | 15-21 | 22-29 | 30-39 | 40-49 | 50-65 | 65-85 | Понад 85 |
| -------- | ----------- | ----- | ----- | ----- | ----- | ----- | ----- | -------- |
| Чоловіки | 637         | 283   | 256   | 428   | 463   | 525   | 326   | 21       |
| Жінки    | 554         | 280   | 258   | 466   | 440   | 520   | 351   | 65       |

## Суміжні округи
- Рітчі — північний схід
- Калгун — південний схід
- Роун — південь
- Джексон — південний захід
- Вуд — північний захід

## Виноски
1. ↑  U.S. Decennial Census. United States Census Bureau. Архів оригіналу за 4 квітня 2018. Процитовано 16 січня 2014.
2. ↑  Historical Census Browser. University of Virginia Library. Архів оригіналу за 11 серпня 2012. Процитовано 16 січня 2014.
3. ↑  Population of Counties by Decennial Census: 1900 to 1990. United States Census Bureau. Архів оригіналу за 3 червня 2013. Процитовано 16 січня 2014.
4. ↑  Census 2000 PHC-T-4. Ranking Tables for Counties: 1990 and 2000 (PDF). United States Census Bureau. Архів оригіналу (PDF) за 18 грудня 2014. Процитовано 16 січня 2014.
5. ↑  State & County QuickFacts. United States Census Bureau. Архів оригіналу за 7 лютого 2016. Процитовано 16 січня 2014.(англ.) Наведено за англійською вікіпедією.
6. ↑  American FactFinder. Бюро перепису населення США. Архів оригіналу за 26 лютого 2012. Процитовано 31 січня 2008.

| США | Це незавершена стаття з географії США. Ви можете допомогти проєкту, виправивши або дописавши її. |